# Frances Stewart, Duquesa de Richmond
Frances Teresa Stewart, Duquesa de Richmond e Lennox (Paris, 8 de julho de 1647 – Lennoxlove House, 15 de outubro de 1702), foi uma proeminente cortesã inglesa durante a Restauração, conhecida por recusar converter-se em amante de Carlos II de Inglaterra. Famosa por sua beleza, foi apelidada de "La Belle Stuart" e serviu de modelo para a idealização feminina de Britânia.

## Família
Seu pai era Walter Stewart, médico escocês na corte da rainha Henriqueta Maria de França, sendo um parente distante da família real, filho do primeiro Walter Stuart, 1.° Lord Blantyre, e sua mãe era Sophia Carew, costureira da rainha. Tinha uma irmã, Sophia Bulkeley, dama de honra da rainha Catarina de Bragança e esposa de Henry Bulkeley, um membro do Parlamento.

## Biografia

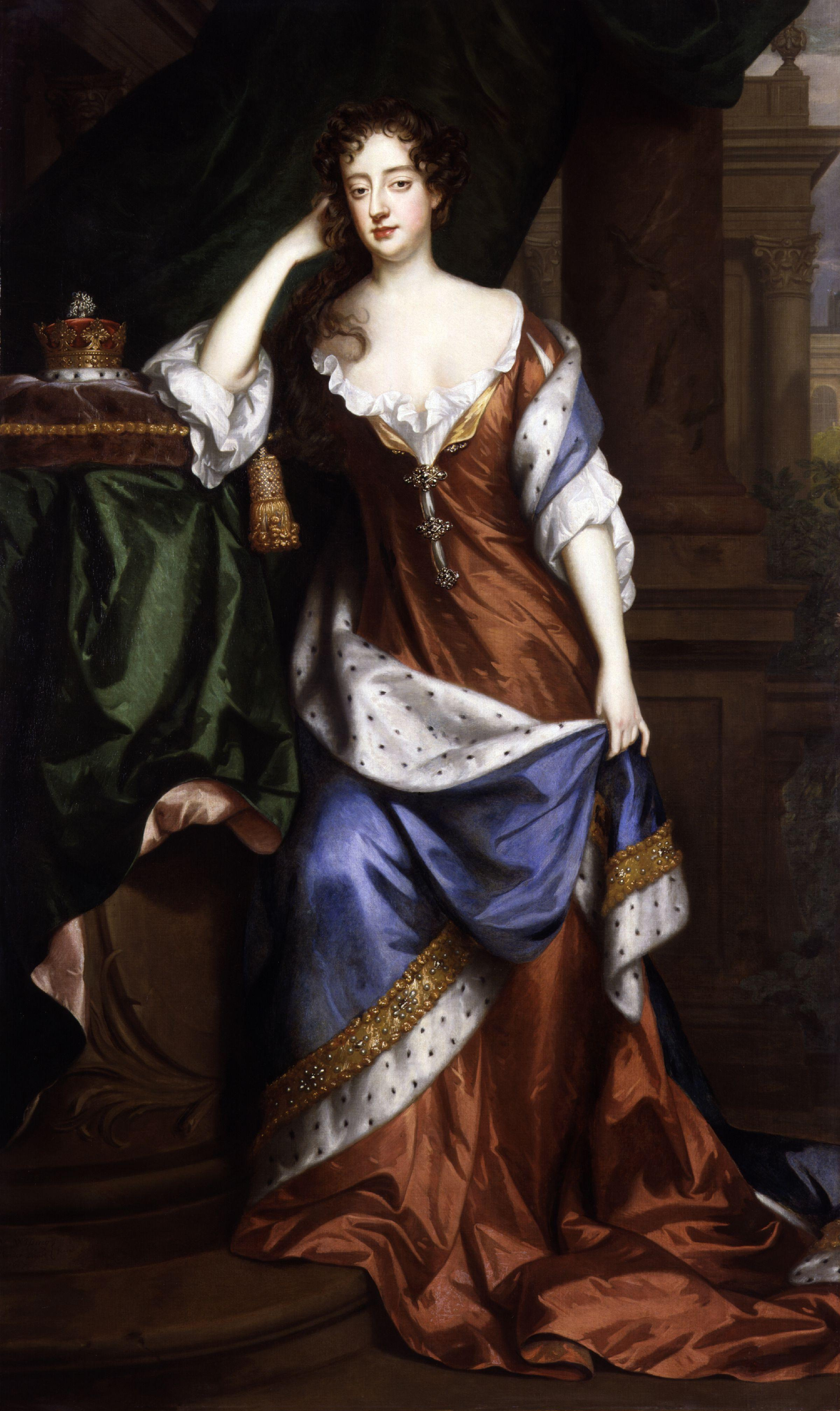
Frances Stewart

Frances serviu a rainha Henriqueta Maria como sua dama de honra, e a Catarina de Bragança, como sua dama de companhia.
Com a morte de Carlos I, sua família acompanhou a Rainha Henriqueta Maria de volta à França, onde foi educada. Retornando à Inglaterra sob a Restauração de Carlos II (1630-1685), Frances foi dama de honra em seu casamento em 1662. Samuel Pepys a descreveu como «a maior beleza que eu já vi». 
Casou em 1667 com Charles Stuart, 3.° Duque de Richmond e 6.° Duque de Lennox. O Rei Carlos II enviou o marido à Escócia (1670) e à Dinamarca, onde morreu e renovou suas atenções. 
Depois da guerra com os holandeses, sua face foi usada na medalha comemorativa das vitórias sobre os holandeses, e como Britannia, continuou a aparecer em estátuas, escudos, medalhas até recentemente.
Frances comprou a mansão Lethington (East Lothian) e a deu de presente ao sobrinho Alexandre, Lord Blantyre, rebatizada 'Lennox love to Blantyre' ou 'Lennoxlove'. Ela está enterrada na Abadia de Westminster.